# بیگرنیتسا
بیگرنیتسا (صربی: Bigrenica}} یک منطقهٔ مسکونی در صربستان است که در Pomoravlje District واقع شده‌است.
 بیگرنیتسا  ۹۷۹ نفر جمعیت دارد.